# Pteromalus vectensis
Pteromalus vectensis är en stekelart som beskrevs av Cockerell 1921. Pteromalus vectensis ingår i släktet Pteromalus och familjen puppglanssteklar. Inga underarter finns listade i Catalogue of Life.